# Rooseum
Cet article possède un paronyme, voir Roseum.
Le Centre Rooseum pour l'art contemporain est un centre officiellement propriété privée (bien que subventionné par l' État) consacré à l'art contemporain qui était établi à Malmö, en Suède et qui a fonctionné de 1988 à 2006.

## Histoire
Fondé en 1988 par le collectionneur d'art et financier suédois Fredrik Roos (1951-1991), le Rooseum est à l'origine une salle d'exposition traditionnelle présentant de l'art moderne et contemporain des pays nordiques et du monde entier. Sous le premier directeur, Lars Nittve, il se forge une réputation internationale. Avec l'arrivée de Charles Esche en 2000, le Rooseum  favorise des relations plus expérimentales entre l'art, les artistes et le public, en proposant des expositions et des commandes liées à des séminaires, des discussions et des projections pertinentes. Il devient l'un des principaux sites de discussion artistique autour du « nouvel institutionnalisme ». Le Rooseum, qui était logé dans une ancienne centrale électrique construite en 1900 à Gasverksgatan 22, ferme en 2006.
Le Musée d'art moderne de Stockholm (Moderna Museet) ouvre un site satellite, le Moderna Museet Malmö, dans les locaux de l'ancien Rooseum en 2009. Le Moderna Museet Malmö expose à la fois sa collection et des expositions temporaires d'art contemporain.